# M. S. Bastian
M. S. Bastian (mit bürgerlichem Namen Marcel Sollberger; * 23. Januar 1963, Biel) ist ein Schweizer (Comix-)Künstler.

## Leben und Wirken
M. S. Bastian lernte den Beruf des Bauzeichners und besuchte anschliessend die Schule für Gestaltung Bern  und Biel. Danach bildete er sich während eines Jahres in New York und in Paris weiter. Seit 1993 ist er als freischaffender (Comix-)Künstler tätig. Ab 2003 arbeitet er mit der Künstlerin Isabelle L. (* 1967, bürgerlicher Name Isabelle Laubscher) zusammen. Die Arbeiten von M. S. Bastian und Isabelle L. bewegen sich zwischen Comix-Kunst, Malerei, Skulptur und Installation.

## Auszeichnungen
M. S. Bastian wurde mit mehreren Stipendien und Preisen ausgezeichnet, unter anderem mit dem Anderfuhren-Stipendium Biel, dem Louise-Aeschlimann-Stipendium des Kantons Bern sowie zweimal mit dem Eidgenössischen Preis für Gestaltung. Im Januar 2019 wurden M.S. Bastian und Isabelle L. von einer unabhängigen Jury als „Bieler des Jahres 2018“ ausgezeichnet.

## Ausstellungen (Auswahl)

### Einzelausstellungen
- 2005 – Von Zaffaraya bis Bastropolis, Kunsthaus Grenchen
- 2005 – M.S. Bastian – Pulp, Museum Goch
- 2010 – Bastokalypse, Museum Goch / Reichswaldkaserne
- 2012 – Bastokalypse, Kunsthalle Arbon
- 2014 – Paradis mystérieux, Neues Museum Biel
- 2014 – Ausstellungszyklus zu den vier Jahreszeiten – Frühling, Neues Museum Biel
- 2015 – Paradis mystérieux, Museum Goch
- 2015 – Ausstellungszyklus zu den vier Jahreszeiten – Winter, Neues Museum Biel
- 2015 – Ausstellungszyklus zu den vier Jahreszeiten – Frühling, Neues Museum Biel
- 2016 – Bastokalypse, Galerija Kresija Ljubljana
- 2016 – Paradis mystérieux, Halle Nord Genève
- 2017 – Bastokalypse & Bastomania, Egon Schiele Art Centrum, Český Krumlov
- 2017 – Bastokalypse, Fondation Vasarely, Aix-en-Provence
- 2017 – Guernopolis, Kunsthalle Luzern
- 2020 – Musée imaginaire, Espace Jean Tinguely + Niki de Saint Phalle Fribourg (CH)
- 2021 – PULPOKOSMOS Eine Abenteuerfahrt durch eine schauerlich schöne Welt, Kunsthaus Grenchen (CH)
- 2022 – PULPOKOSMOS Eine Abenteuerfahrt durch eine schauerlich schöne Welt, Kunsthalle Wil SG (CH)
- 2023 – Pulps Abenteuerfahrt, Kunsthaus Zofingen (CH)

### Gruppenausstellungen
- 1993 – 25 Jahre Galerie Martin Krebs, M. S. Bastian, Harold Studer, Eva Aeppli, Max Bill, Stefan Haenni, Claude Sandoz u. a., Bern
- 1999 – Mutanten. Die deutschsprachige Comic-Avantgarde der neunziger Jahre, NRW-Forum Düsseldorf
- 2009 – Rüstung & Robe, Bastokalypse, 1. Teil, Museum Tinguely Basel
- 2013 – Deluxe! Das Comicmagazin Strapazin, Cartoonmuseum Basel
- 2011 – What are you doing after the apocalypse?, Musée d’Ethnographie Neuchâtel MEN
- 2013 – Feu sacré. 200-jährigens Jubiläum Bernischen Kunstgesellschaft, Kunstmuseum Bern
- 2013 – Die Zweite Dekade, 20 Jahre Kunsthalle Arbon, Kunsthalle Arbon
- 2017 – L'impermanence des choses; Africa Pulp in der Dauerausstellung des Musée d’ethnographie de Neuchâtel.[2]
- 2019 – Ohne Verfallsdatum – Schenkung und Leihgaben der Sammlung Migros Aare, Kunstmuseum Bern (CH)
- 2024 – M.S. Bastian / Isabelle L. - Wonderland, Galerie da Mihi, Bern[3]

## Publikationen (Auswahl)
- Krampniz Rattenherz. Zyankrise Verlag, Berlin 1995.
- Päng. Edition Moderne, Zürich 1995.
- Baluba. Amok Verlag, Paris 1995.
- Schokoriegel. Zyankrise Verlag, Berlin (D)Amok Verlag, Paris 1995.
- Crunch. Martin Barber Verlag, Berlin 1995.
- Squid. Le dernier Cri. Marseille 1997.
- Squeeze. Eigenverlag mit Roli Fischbacher, 1997.
- CoMIXart. Benteli Verlag, Bern 1997.
- It's a wonderful World. Benteli Verlag, Bern 2001.
- 100 Worldtour. Stripburger, Ljubljana 2004.
- Pulp. Edition Clandestin. Biel/Bienne 2004.
- 100 Ansichten von Bastropolis. Benteli Verlag, Bern 2007.
- Päng Nr. 2. Edition Fästing Plockare, Biel/Bienne 2008.
- Bastokalypse. Scheidegger & Spiess, Zürich 2010.
- Bastomania. Scheidegger & Spiess, Zürich 2018.
- Pulpastique. Galerie Urs Reichlin (Hg.), Zug (CH), 2021.
- Skizzenbuch. Kunsthaus Grenchen (Hg.), Grenchen (CH), 2021.
- Pulps Paradies. Galerie Urs Reichlin (Hg.), Zug (CH), 2022.